# Parsit
Parsit ist ein Ortsteil der Gemeinde Ense im Kreis Soest, Regierungsbezirk Arnsberg, Nordrhein-Westfalen und liegt zwischen 400 m westlich und 200 m südlich vom Zentrum der Gemeinde entfernt.
Parsit liegt in der Nähe des Haarstranges am Rand des Sauerlandes zwischen Bremen und Höingen, an der L 732. Durch Erschließung von Baugebieten in den letzten Jahrzehnten erhöhte sich die Einwohnerzahl kontinuierlich. Ausschlaggebend war dafür auch der Betriebssitz der Firma Kettler. Eine eigene Infrastruktur besitzt der Ortsteil nicht, der Zentralort Bremen ist fußläufig zu erreichen. Es besteht eine gute Anbindung durch den ÖPNV nach Neheim und Werl.
Parsit wurde im Zuge der kommunalen Neugliederung am 1. Juli 1969 mit 13 anderen selbständigen Orten zur neuen Gemeinde Ense zusammengefasst.